# 三輪敬司
三輪 敬司（みわ けいじ、1976年7月26日 - ）は、愛知県幡豆郡一色町（現：西尾市）出身の元プロ野球選手（捕手）。
現在は、中日ドラゴンズのブルペン捕手。

## 来歴・人物
小学生時代は地元のソフトボールクラブ、中学生時代は地元中学校の野球部で活躍。
強豪愛工大名電高校を経て、1994年のドラフト5位で中日ドラゴンズへ入団。
しかし、一軍出場することなく2001年に引退し、ブルペン捕手に転向。
2005年9月27日の横浜戦で井端弘和が、2009年5月31日のソフトバンク戦でトニ・ブランコが、2010年3月7日の対オリックス・バファローズオープン戦で高橋聡文が、2025年5月13日のヤクルト戦で田中幹也が、ユニフォームを忘れたため、三輪のユニフォームを着て試合に出場した。また試合に出場はしなかったが、2016年7月5日の広島戦では藤井淳志がユニフォームを忘れたため、三輪のユニフォームを着てベンチ入りしていた。

## 詳細情報

### 年度別打撃成績
- 一軍公式戦出場なし

### 背番号
- 67 （1995年 - 2001年）
- 121 （2002年 - 2003年）
- 98 （2004年 - 2008年）
- 96 （2009年 - 2014年）
- 111 （2015年 - ）